# Vähäjärvi (Tärendö socken, Norrbotten)
Vähäjärvi är en sjö i Pajala kommun i Norrbotten och ingår i Kalixälvens huvudavrinningsområde.